# Larche (Corrèze)
Pour les articles homonymes, voir Larche.
Larche (L'Archa en occitan) est une commune française située dans le département de la Corrèze, en région Nouvelle-Aquitaine.

## Géographie

### Généralités

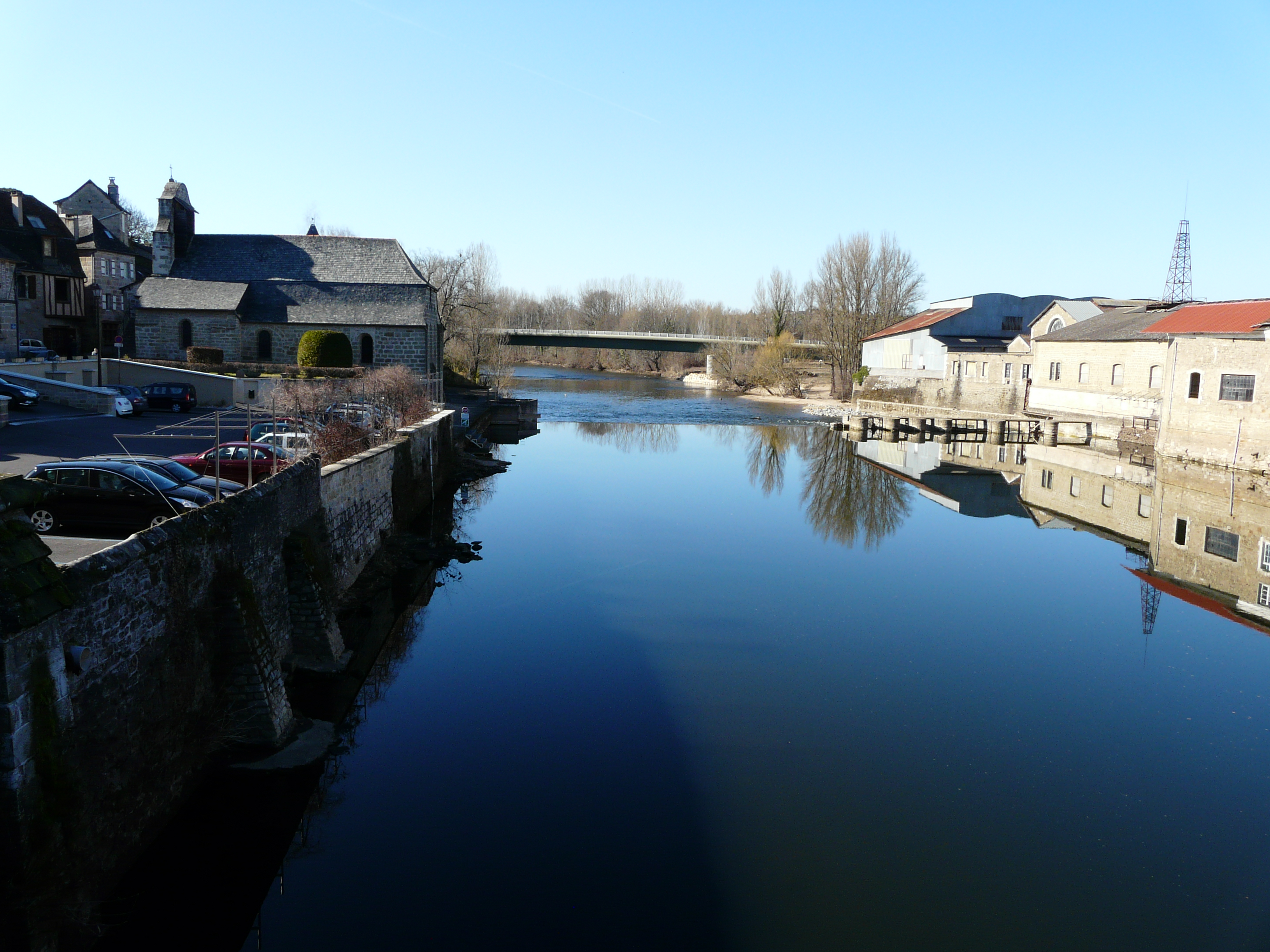
La Vézère entre Larche (à gauche) et Saint-Pantaléon-de-Larche (en rive opposée).

Larche est une commune du sud-ouest de la Corrèze, limitrophe du département de la Dordogne. Elle est bordée au nord par la Vézère et à l'ouest par son affluent la Couze.

### Communes limitrophes
Larche est limitrophe de cinq autres communes dont deux dans le département de la Dordogne.
|                                     | Saint-Pantaléon-de-Larche |                  |
| La Feuillade (Dordogne)             | Larche                    | Lissac-sur-Couze |
| Les Coteaux Périgourdins (Dordogne) | Saint-Cernin-de-Larche    |                  |

### Climat
Pour des articles plus généraux, voir Climat de la Nouvelle-Aquitaine et Climat de la Corrèze.
Historiquement, la commune est exposée à un climat océanique aquitain.  
En 2020, Météo-France publie une typologie des climats de la France métropolitaine dans laquelle la commune est exposée à un climat océanique altéré et est dans la région climatique  Ouest et nord-ouest du Massif Central, caractérisée par une pluviométrie annuelle de 900 à 1 500 mm, maximale en automne et en hiver.
Pour la période 1971-2000, la température annuelle moyenne est de 12,9 °C, avec  une amplitude thermique annuelle de 15,4 °C. Le cumul annuel moyen de précipitations est de 895 mm, avec 11,5 jours de précipitations en janvier et 6,9 jours en juillet. Pour la période 1991-2020, la température moyenne annuelle observée sur la station météorologique la plus proche, située sur la commune de Brive-la-Gaillarde à 10 km à vol d'oiseau, est de 12,9 °C et le cumul annuel moyen de précipitations est de 903,9 mm,. Pour l'avenir, les paramètres climatiques de la commune estimés pour 2050 selon différents scénarios d’émission de gaz à effet de serre sont consultables sur un site dédié publié par Météo-France en novembre 2022.

## Urbanisme

### Typologie
Au 1er janvier 2024, Larche est catégorisée bourg rural, selon la nouvelle grille communale de densité à 7 niveaux définie par l'Insee en 2022.
Elle appartient à l'unité urbaine de Brive-la-Gaillarde, une agglomération inter-départementale dont elle est une commune de la banlieue,. Par ailleurs la commune fait partie de l'aire d'attraction de Brive-la-Gaillarde, dont elle est une commune de la couronne,. Cette aire, qui regroupe 80 communes, est catégorisée dans les aires de 50 000 à moins de 200 000 habitants,.

### Occupation des sols
L'occupation des sols de la commune, telle qu'elle ressort de la base de données européenne d’occupation biophysique des sols Corine Land Cover (CLC), est marquée par l'importance des territoires agricoles (65,6 % en 2018), en diminution par rapport à 1990 (80,4 %). La répartition détaillée en 2018 est la suivante :
prairies (63,6 %), zones urbanisées (20,5 %), forêts (12,9 %), zones agricoles hétérogènes (2 %), eaux continentales (0,9 %).
L'évolution de l’occupation des sols de la commune et de ses infrastructures peut être observée sur les différentes représentations cartographiques du territoire : la carte de Cassini (XVIIIe siècle), la carte d'état-major (1820-1866) et les cartes ou photos aériennes de l'IGN pour la période actuelle (1950 à aujourd'hui).

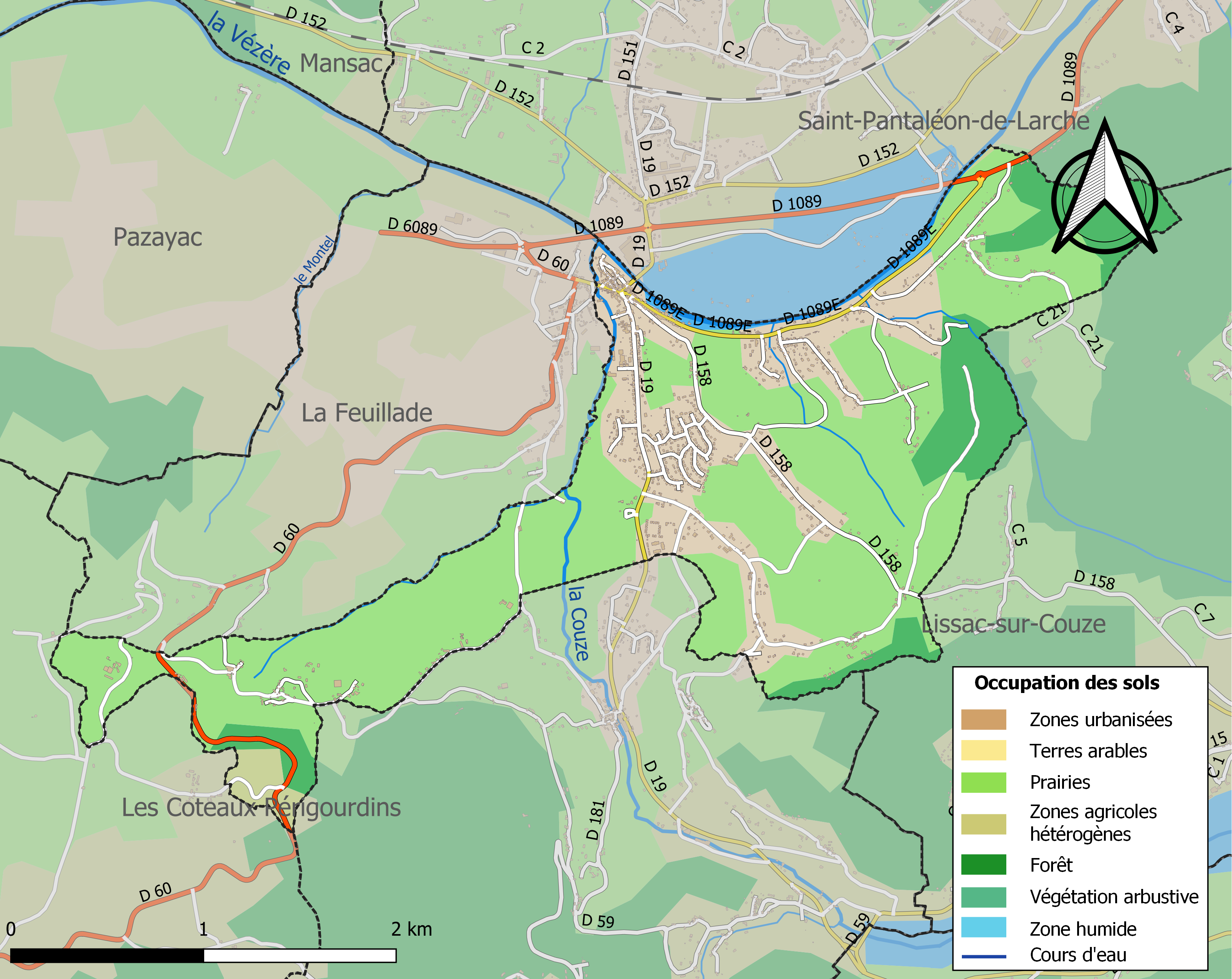
Carte des infrastructures et de l'occupation des sols de la commune en 2018 (CLC).

### Risques majeurs
Le territoire de la commune de Larche est vulnérable à différents aléas naturels : météorologiques (tempête, orage, neige, grand froid, canicule ou sécheresse), inondations, feux de forêts, mouvements de terrains et séisme (sismicité très faible). Il est également exposé à un risque technologique, la rupture d'un barrage, et à un risque particulier : le risque de radon. Un site publié par le BRGM permet d'évaluer simplement et rapidement les risques d'un bien localisé soit par son adresse soit par le numéro de sa parcelle.

#### Risques naturels

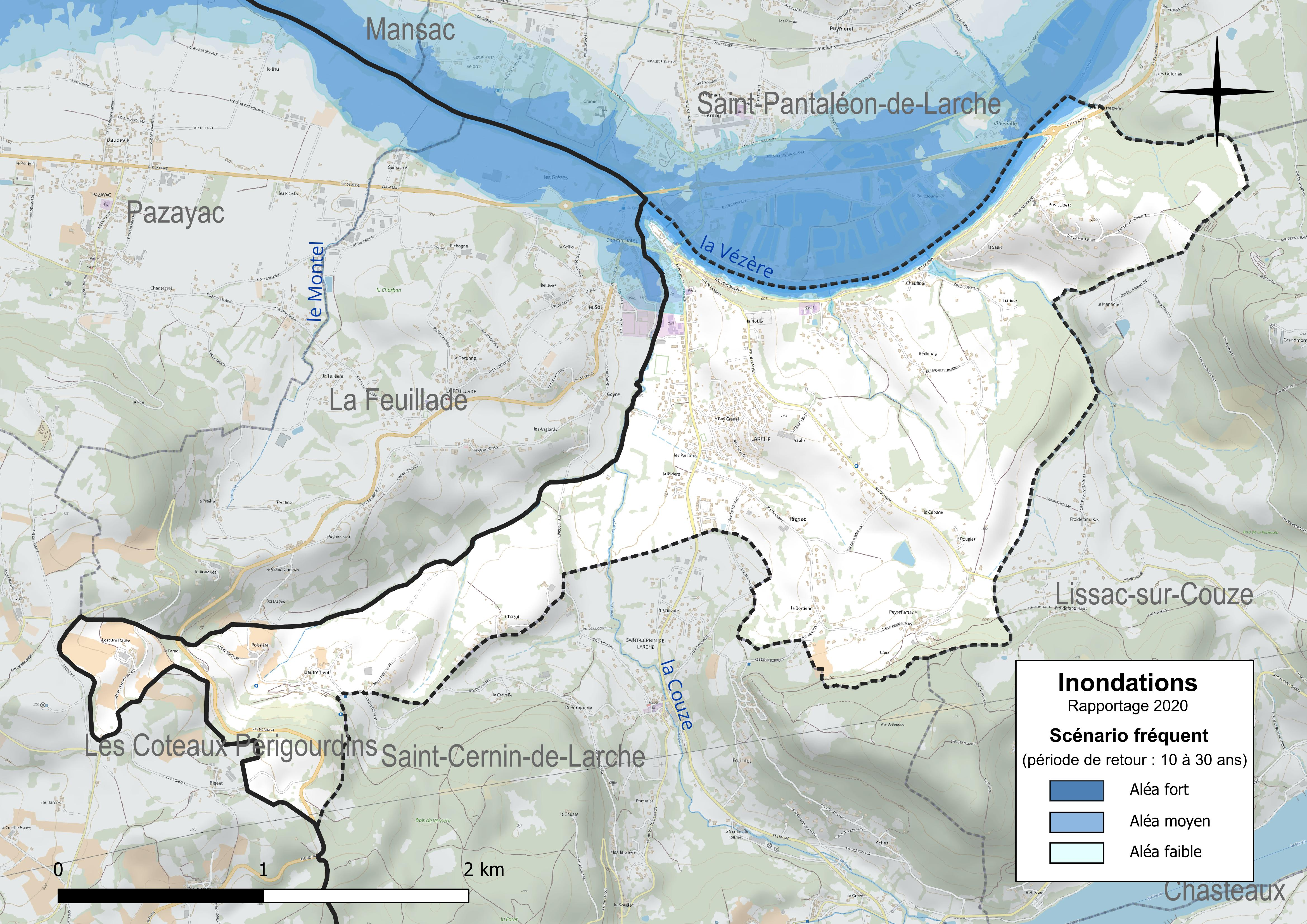
Carte de la zone inondable de la commune définie pour le scénario fréquent, dans le territoire à risque important d’inondation (TRI) Tulle-Brive.

La commune fait partie du territoire à risques importants d'inondation (TRI) de Tulle-Brive, regroupant 20 communes concernées par un risque de débordement de la Corrèze et de la Vézère (17 dans la Corrèze et trois dans la Dordogne), un des 18 TRI qui ont été arrêtés le 11 janvier 2013 sur le bassin Adour-Garonne. Des cartes des surfaces inondables ont été établies pour trois scénarios : fréquent (crue de temps de retour de 10 ans à 30 ans), moyen (temps de retour de 100 ans à 300 ans) et extrême (temps de retour de l'ordre de 1 000 ans, qui met en défaut tout système de protection). La commune a été reconnue en état de catastrophe naturelle au titre des dommages causés par les inondations et coulées de boue survenues en 1982, 1996, 1999 et 2001,. Le risque inondation est pris en compte dans l'aménagement du territoire de la commune par le biais du plan de prévention des risques (PPR) inondation « Vézère », approuvé le 29 août 2002. 

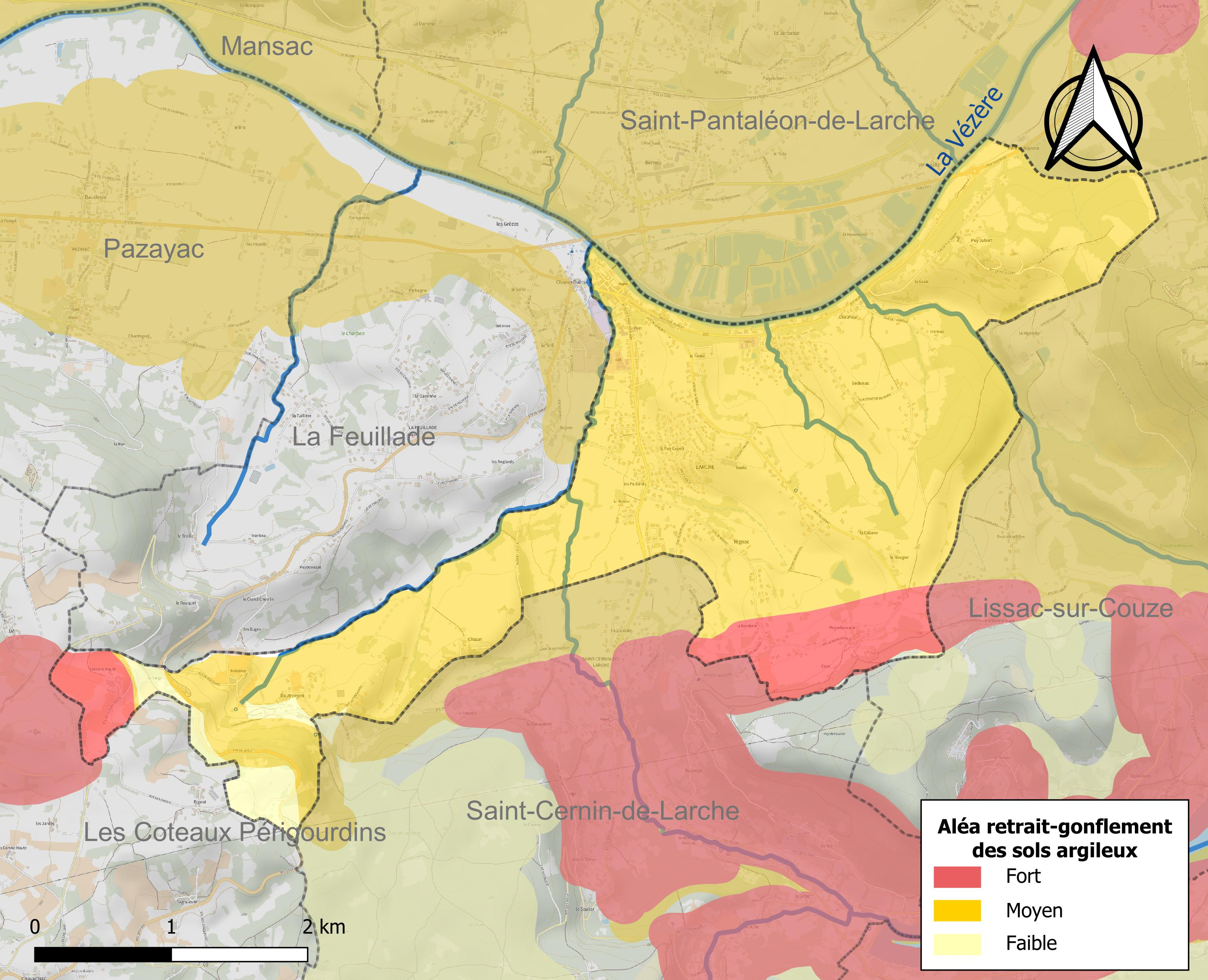
Carte des zones d'aléa retrait-gonflement des sols argileux de Larche.

La commune est vulnérable au risque de mouvements de terrains constitué principalement du retrait-gonflement des sols argileux. Cet aléa est susceptible d'engendrer des dommages importants aux bâtiments en cas d’alternance de périodes de sécheresse et de pluie. 96,2 % de la superficie communale est en aléa moyen ou fort (26,8 % au niveau départemental et 48,5 % au niveau national). Sur les 679 bâtiments dénombrés sur la commune en 2019,  674 sont en aléa moyen ou fort, soit 99 %, à comparer aux 36 % au niveau départemental et 54 % au niveau national. Une cartographie de l'exposition du territoire national au retrait gonflement des sols argileux est disponible sur le site du BRGM,.
Concernant les feux de forêt, aucun plan de prévention des risques incendie de forêt (PPRIF) n’a été établi en Corrèze, néanmoins le code de l’urbanisme impose la prise en compte des risques dans les documents d’urbanisme. Le périmètre des servitudes d'utilité publique et des zones d'obligation légale de débroussaillement pour les particuliers est quant à lui défini pour la commune dans une carte dédiée. 
Concernant les mouvements de terrains, la commune a été reconnue en état de catastrophe naturelle au titre des dommages causés par la sécheresse en 2017, 2018 et 2019 et par des mouvements de terrain en 1996 et 1999.

#### Risques technologiques
La commune est en outre située en aval du barrage de Monceaux la Virolle, un ouvrage de classe A situé en Corrèze et disposant d'une retenue de 20,5 millions de mètres cubes. À ce titre elle est susceptible d’être touchée par l’onde de submersion consécutive à la rupture de cet ouvrage.

#### Risque particulier
Dans plusieurs parties du territoire national, le radon, accumulé dans certains logements ou autres locaux, peut constituer une source significative d’exposition de la population aux rayonnements ionisants. Certaines communes du département sont concernées par le risque radon à un niveau plus ou moins élevé. Selon la classification de 2018, la commune de Larche est classée en zone 3, à savoir zone à potentiel radon significatif. 

### Administration municipale

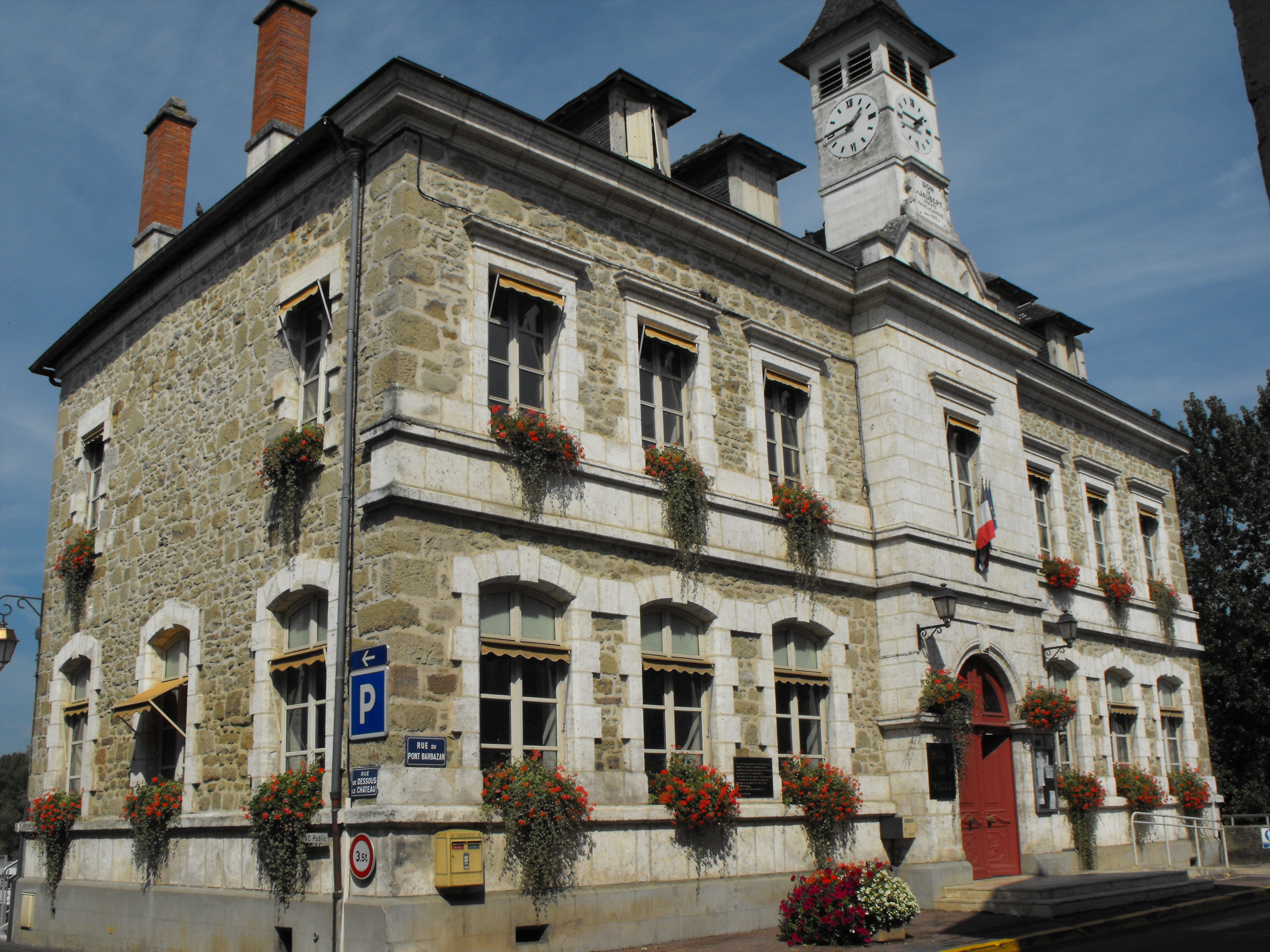
La mairie.

## Politique et administration

### Liste des maires
| Période       | Période       | Identité                          | Étiquette | Qualité                                |
| ------------- | ------------- | --------------------------------- | --------- | -------------------------------------- |
| Déc. 1789     | 1791          | Pierre-René Marchant              |           |                                        |
| 1791          | 09/06/1793    | Jean-Baptiste Beaudenon de Lamaze |           |                                        |
| 09/06/1793    | 1794          | Barthélémy Pecon                  |           |                                        |
| 1794          | 1808          | Jean-Louis Barutel                |           |                                        |
| 1808          | 1813          | Jean-Baptiste Denoix              |           |                                        |
| 1813          | 1817          | Martin-Mathieu Blusson            |           |                                        |
| 1817          | 1819          | Jean-Louis Barutel                |           |                                        |
| 1819          | 1823          | Hypollite Loubignac               |           |                                        |
| 1823          | 1853          | Martin-Mathieu Blusson            |           |                                        |
| 1853          | 1857          | Léon de Lamaze                    |           |                                        |
| 1857          | 1858          | Jean-Baptiste Léopold Baudry      |           |                                        |
| 1858          | 1870          | Paul Denoix                       |           |                                        |
| 1870          | 1871          | Léopold de Lamaze                 |           |                                        |
| 1871          | 1887          | Xavier Blusson                    |           |                                        |
| 1887          | 1892          | François Lachèze                  |           |                                        |
| 1892          | 1912          | Léopold Beaudenon de Lamaze       |           |                                        |
| 1912          | 1961          | Jean-Alexis Jaubert               | Rad.      | Ingénieur agronome, conseiller général |
| 1961          | 1965          | Docteur René Jaubertie            |           |                                        |
| 1965          | 1983          | Alfred Vitrat                     |           |                                        |
| 1983          | mars 1995     | Bernard Dubois                    |           |                                        |
| mars 1995     | mars 2008     | Émile-Pierre Vitrat               |           |                                        |
| mars 2008     | novembre 2010 | Henri Chartier,                   |           |                                        |
| novembre 2010 | janvier 2011  | Guy de Roquemaurel                |           | Adjoint faisant fonctions de maire.    |
| janvier 2011  | mars 2014     | Jean-Claude Fimbel                |           |                                        |
| mars 2014     | mai 2020      | Bernard Duteil                    | DVD       | Agent technique                        |
| mai 2020      | En cours      | Bernard Laroche                   | DVD       | Artisan                                |

## Démographie
Les habitants de Larche sont appelés les Larchois et les Larchoises.
L'évolution du nombre d'habitants est connue à travers les recensements de la population effectués dans la commune depuis 1793. Pour les communes de moins de 10 000 habitants, une enquête de recensement portant sur toute la population est réalisée tous les cinq ans, les populations de référence des années intermédiaires étant quant à elles estimées par interpolation ou extrapolation. Pour la commune, le premier recensement exhaustif entrant dans le cadre du nouveau dispositif a été réalisé en 2006.

En 2022, la commune comptait 1 654 habitants, en évolution de +3,7 % par rapport à 2016 (Corrèze : −0,59 %, France hors Mayotte : +2,11 %).
| 1793 | 1800 | 1806 | 1821 | 1831 | 1836 | 1841 | 1846 | 1851 |
| ---- | ---- | ---- | ---- | ---- | ---- | ---- | ---- | ---- |
| 541  | 569  | 645  | 712  | 806  | 842  | 815  | 816  | 870  |

| 1856 | 1861 | 1866 | 1872 | 1876 | 1881 | 1886 | 1891 | 1896 |
| ---- | ---- | ---- | ---- | ---- | ---- | ---- | ---- | ---- |
| 900  | 950  | 910  | 851  | 805  | 860  | 802  | 783  | 766  |

| 1901 | 1906 | 1911 | 1921 | 1926 | 1931 | 1936 | 1946 | 1954 |
| ---- | ---- | ---- | ---- | ---- | ---- | ---- | ---- | ---- |
| 779  | 784  | 716  | 644  | 718  | 768  | 684  | 614  | 645  |

| 1962 | 1968 | 1975 | 1982  | 1990  | 1999  | 2006  | 2011  | 2016  |
| ---- | ---- | ---- | ----- | ----- | ----- | ----- | ----- | ----- |
| 734  | 812  | 918  | 1 155 | 1 322 | 1 418 | 1 649 | 1 588 | 1 595 |

| 2021  | 2022  | - | - | - | - | - | - | - |
| ----- | ----- | - | - | - | - | - | - | - |
| 1 641 | 1 654 | - | - | - | - | - | - | - |

## Culture locale et patrimoine

### Lieux et monuments
- L'église Saint-Caprais avec un clocher-mur.
- Le château de Puyjubert, et son jardin[33].
- Le stade Alexis-Jaubert, d'une capacité de 1 000 places.

Quelques photos de la commune de Larche
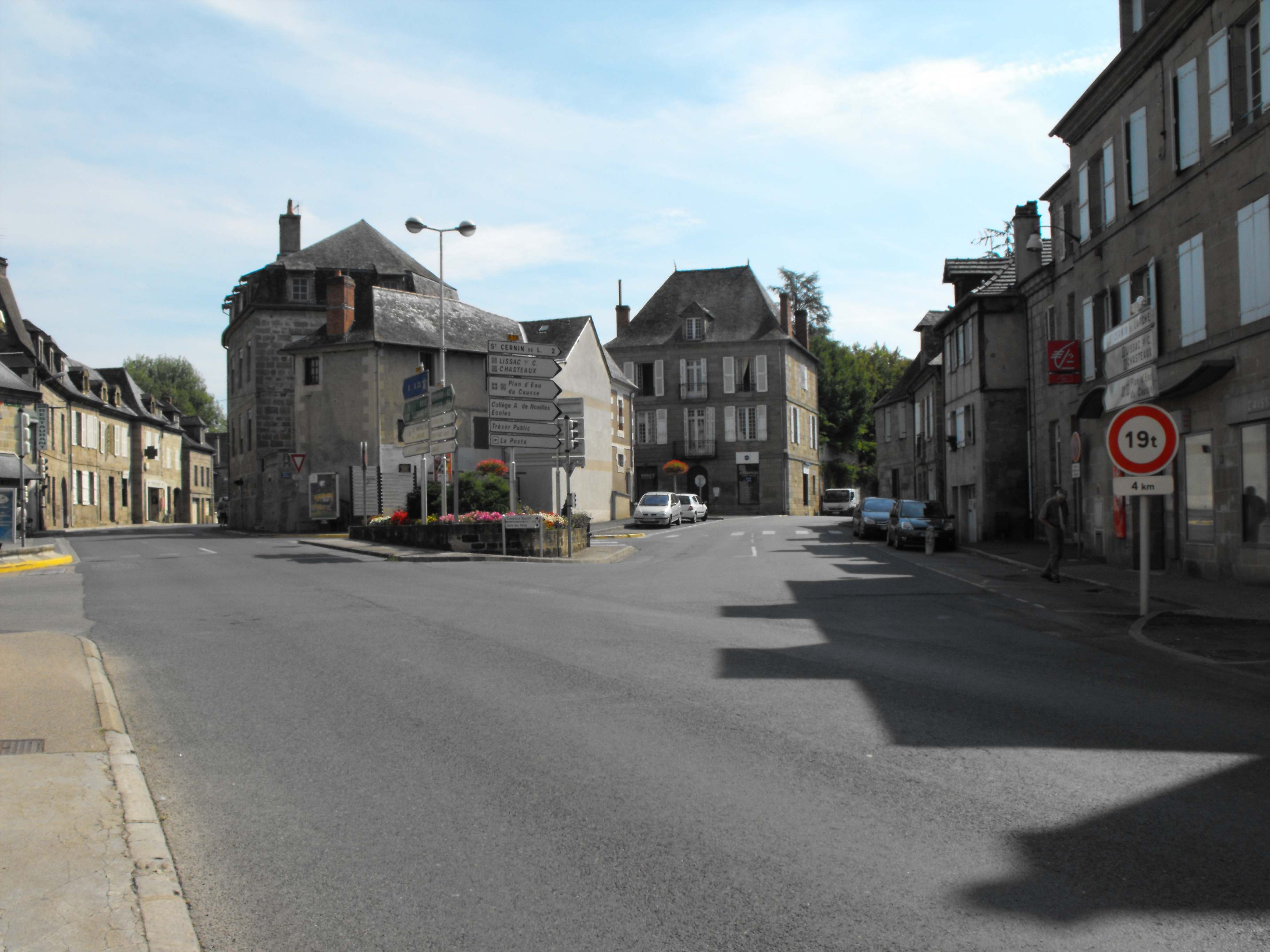
Le centre-ville.
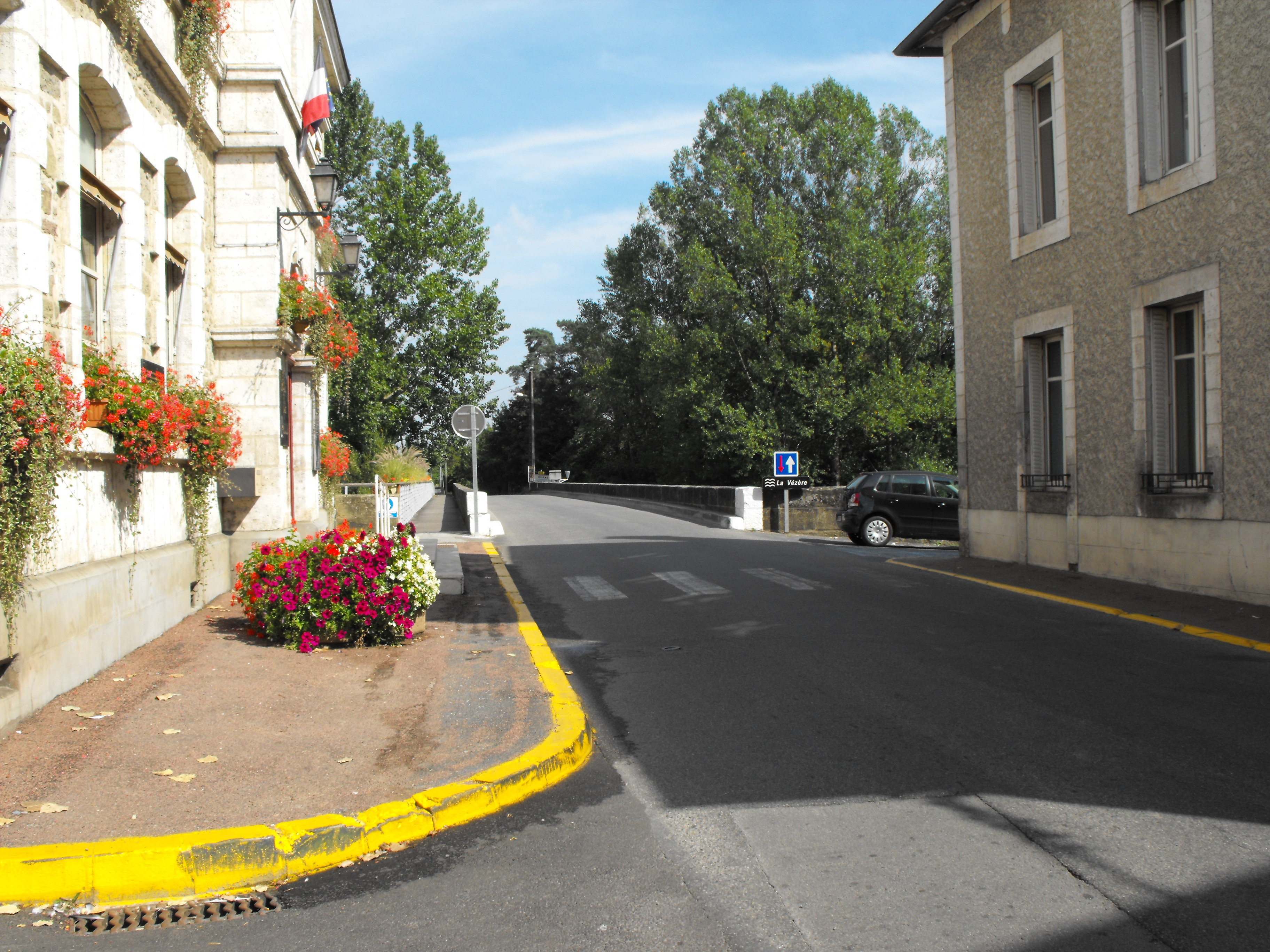
En traversant le pont, direction Bernou.
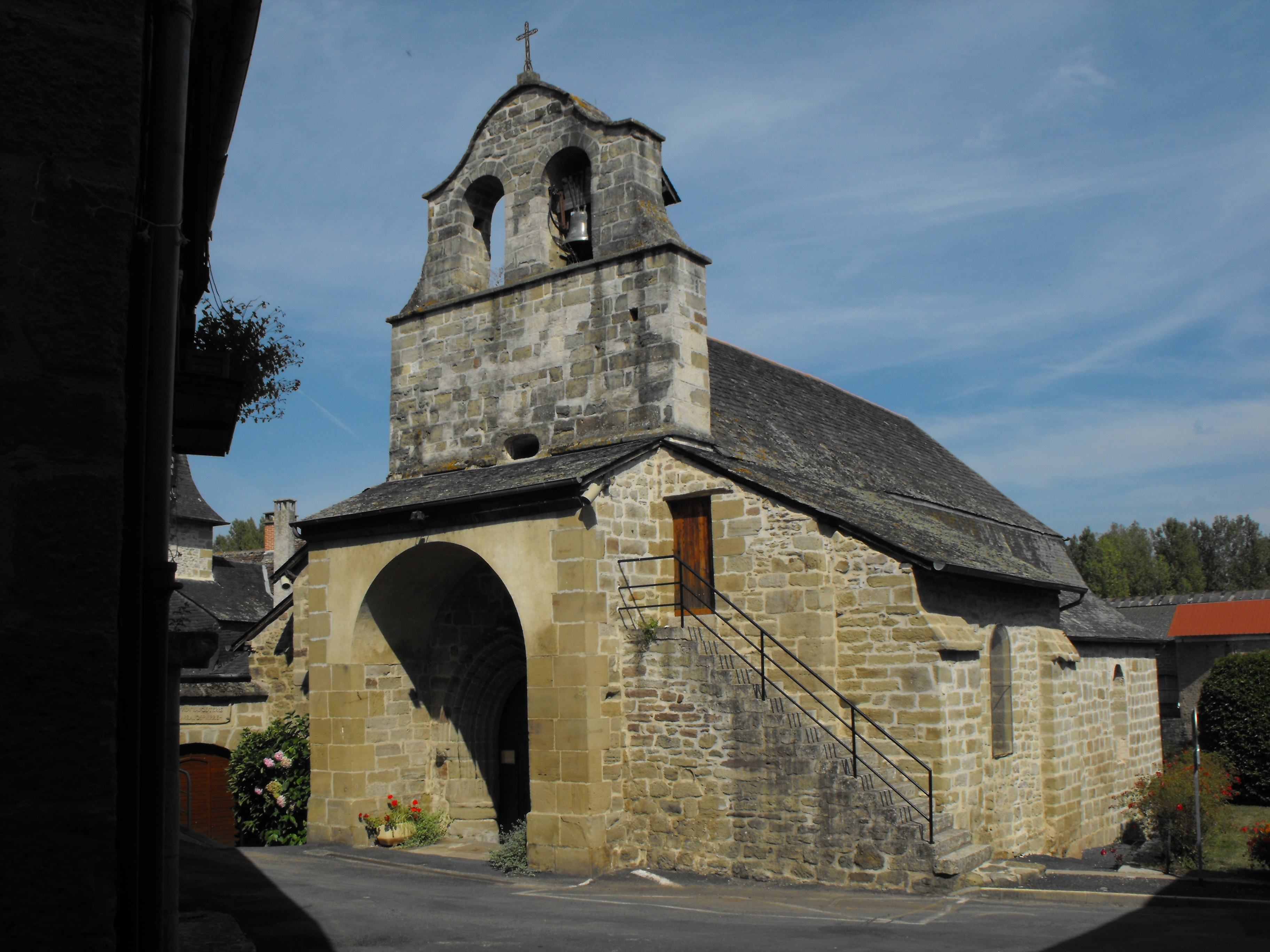
L'église.
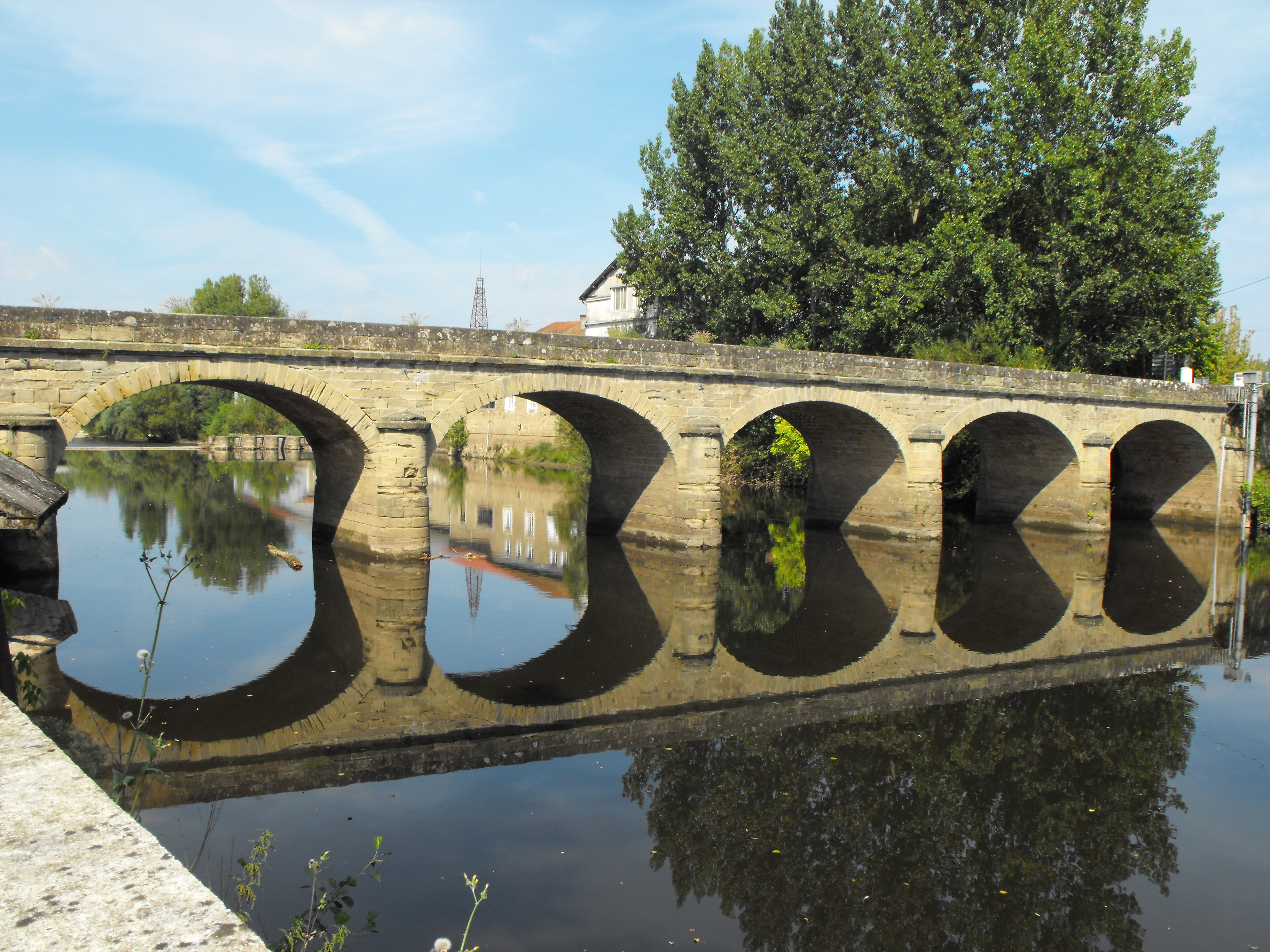
Le pont sur la Vézère.
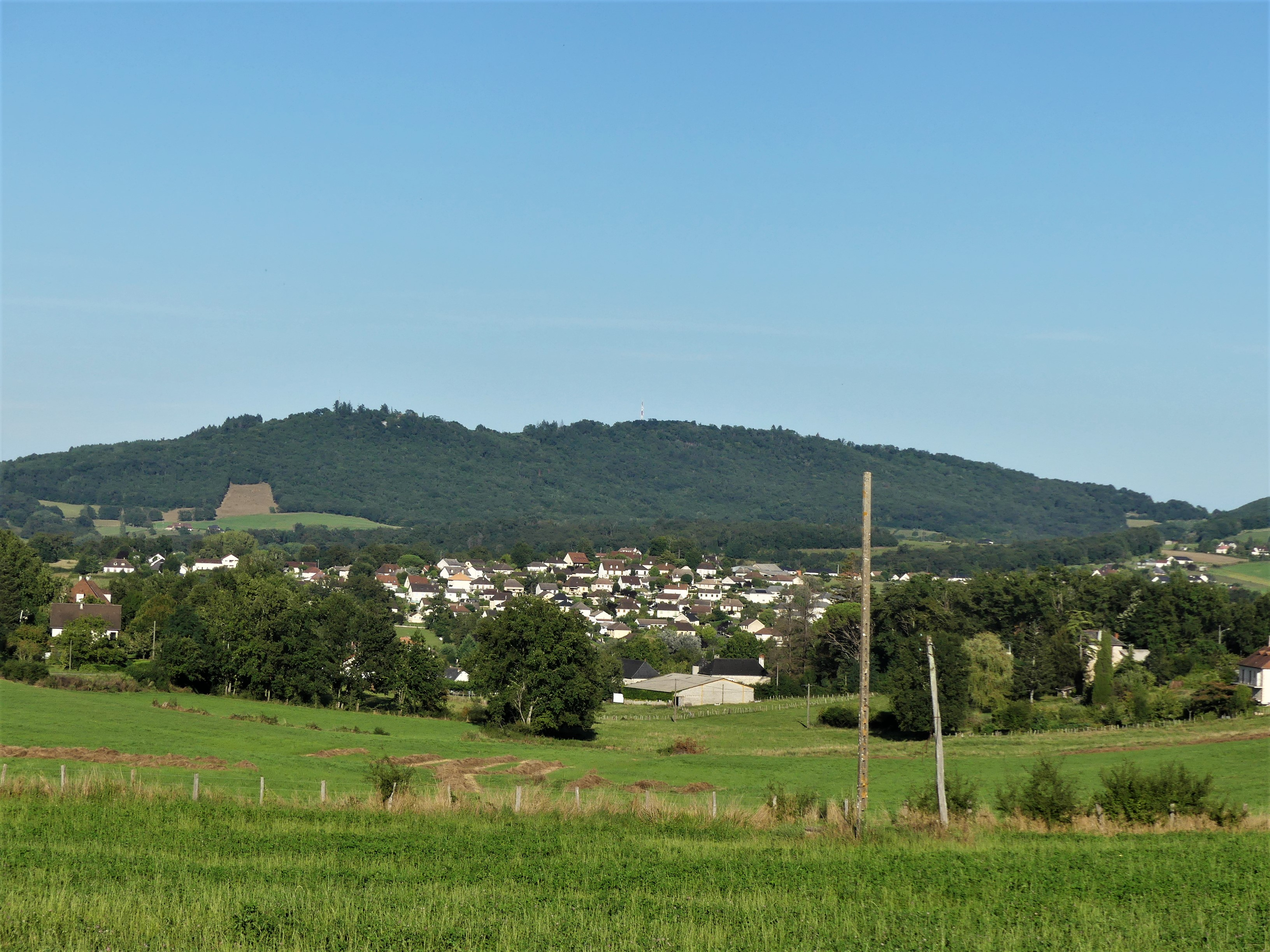
Le lotissement du Puy Granel vu depuis La Feuillade.

### Personnalités liées à la commune
- Jean-Baptiste Lanoix (1740-1845), né à Larche (et mort à Lyon), chimiste, pharmacien inventeur d'un procédé de chauffage et d'éclairage.
- Jean-Alexis Jaubert (1879-1961), né est mort à Larche, homme politique, membre du Parti républicain, radical et radical-socialiste, qui vota contre la remise des pleins pouvoirs à Pétain.
- François Lombard (1906-1996), ancien joueur de rugby à XV, s'est installé à Larche de 1963 à 1975, période pendant laquelle il a entraîné le CA larchois.

### Héraldique
| Blason de Larche | Blason  | Coupé : au 1er parti au I coticé d'or et de gueules de douze pièces, au II de gueules à la bande d'or, au 2e d'argent à la barque de sable sur une rivière d'azur. |
| Blason de Larche | Détails | Armes des Turenne et des Noailles et une allusion à l'ancien passage Archasola[Quoi ?]. Le statut officiel du blason reste à déterminer.                           |